# Баланс зволоження
Баланс зволоження (англ. moisture budget) — різниця між кількістю опадів та випаровуванням (в мм) за певний період часу. В розрахунках враховується також річковий стік і просочення вологи у ґрунт . Додатній баланс зволоження певної території означає надлишок вологи тут, а від'ємний — нестачу її. 
Баланс зволоження території, поряд із тепловим балансом, відіграють вирішальну роль у формуванні біотопів. У лісовій зоні і тундрі баланс зволоження додатний (опади перевищують випаровування). У найвологішому місці на Землі, Черрапунджі (Індія), він становить приблизно +11000 мм. У степу і пустелях баланс зволоження від'ємний (опадів менше від випаровування); для внутрішніх частин пустель — від −2000 до −5000 мм. У лісостепу баланс зволоження близький до нульового. Баланс зволоження можна перевести в коефіцієнт зволоження, що означає відношення атмосферних опадів до величини випаровуваності за певний відрізок часу. На північ від зони лісостепу коефіцієнт зволоження більший від одиниці, на південь — менший.
У середніх широтах річний баланс зволоження коливається між високим рівнем випаровування в літній час і профіцитом води та поповненням ґрунтової вологи в зимовий період, коли випаровування менше, а опадів переважно більше.